# Chiesa di San Cataldo (Gagliano Castelferrato)
La Chiesa di San Cataldo o chiesa madre è la chiesa principale di Gagliano Castelferrato.
La chiesa, posta proprio sotto l'antico e imponente castello rupestre, sembra risalire ai primi anni del XIV secolo ed è dedicata a San Cataldo vescovo, patrono del paese. Il prospetto in pietra calcarea, è ornato con un portale con colonne che sorreggono una nicchia che custodisce la statua del Santo. L'interno, ad aula unica con ampie cappelle laterali, in alto si scorge il seicentesco tetto ligneo a cassettoni.

## Notizie storiche
- Da alcuni documenti emerge che la chiesa venne aperta al culto in data 1304. La chiesa doveva essere ad aula unica con una cappella attigua all'altare maggiore.
- Una Bolla Pontificia del 1334 concedeva indulgenze a tutti i fedeli che avessero contribuito alla costruzione della chiesa in onore di San Cataldo.
- Nel 1589 vengono costruite tre cappelle sul lato destro dell'aula.
- 1727 (costruzione ala sinistra (?)) costruzione della cappella in onore di Maria SS. Assunta.
- 1972 - 2014 Restauro e consolidamento dell'intero edificio.

## Interni

### Presbiterio
- Bottega siciliana secc. XVI-XVII, Mostra d'organo, legno intagliato, dipinto, dorato.
- Bottega siciliana (1782), Coro, iscrizione documentaria (stallo): A. D./ MDCCLXXXII / XV IND.
- sulla destra: Bottega siciliana sec. XIX, Dipinto di San Giuseppe con Gesù Bambino, olio su tela.
- sulla sinistra: Bottega siciliana sec. XVII, Dipinto del Martirio di Santa Margherita, olio su tela.
- Volta decorata in stile barocco con unghie di gusto toscano.
- Ai piedi della mensa, croce dorata con agnello, opera del maestro Padre Marko Ivan Rupnik, 2014.

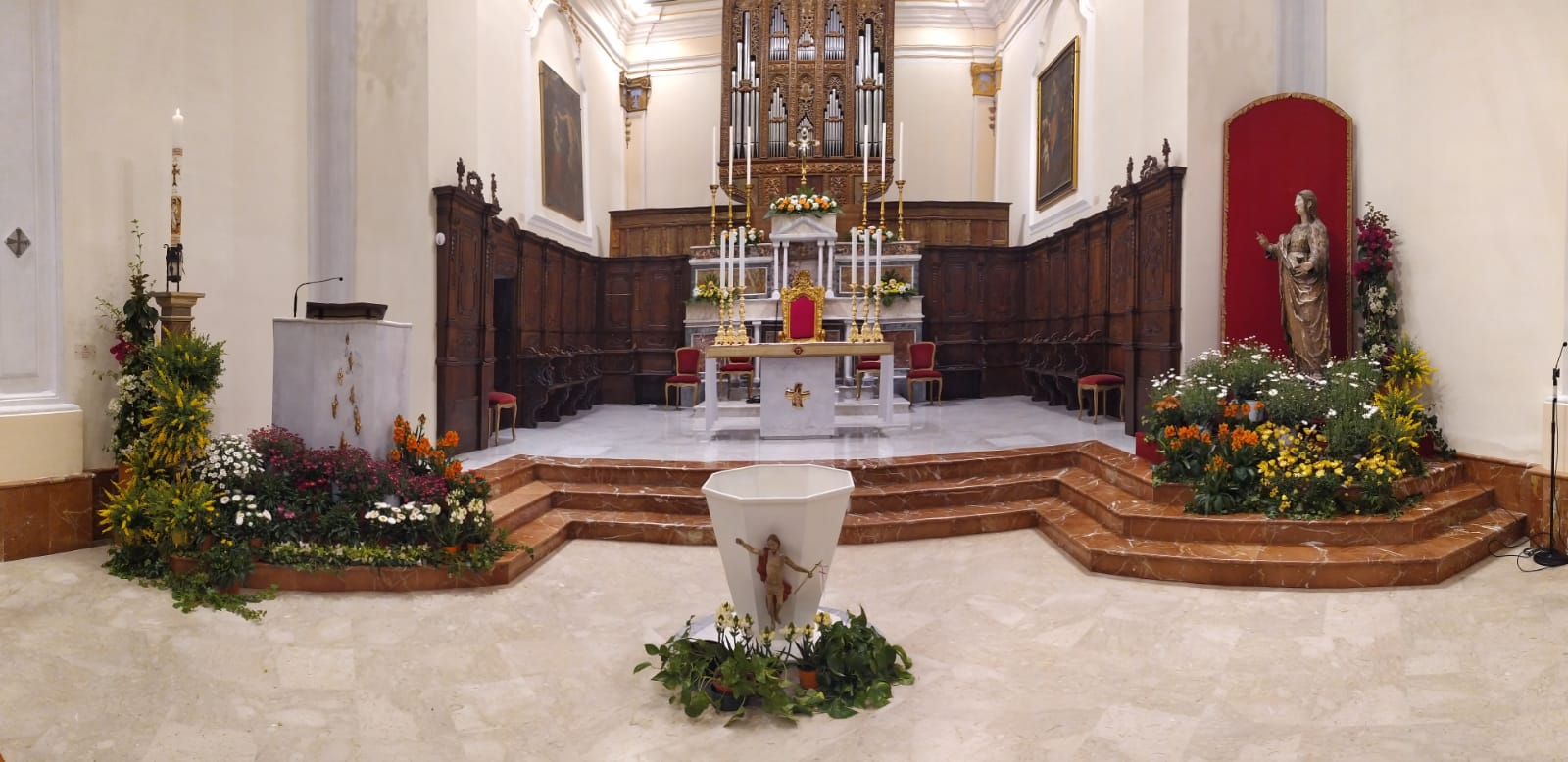
Altare Maggiore chiesa San Cataldo in occasione della Pasqua 2022

- Altare Maggiore chiesa San Cataldo in occasione della Pasqua 2022. Sull'ambone le fiamme del roveto ardente opera del maestro Padre Marko Ivan Rupnik, 2014.

### Prima campata di destra
- Fonte battesimale in marmo
- Bottega siciliana inizio sec. XVI, Dipinto dell'Ultima cena, olio su tela
- Nella volta sono presenti dei frammenti di decorazione pittorica raffiguranti i santi dottori della Chiesa: Gerolamo, Agostino, Gregorio Magno e Ambrogio.

### Seconda campata di destra
- Bottega siciliana sec. XVIII, Gesù Cristo consegna le chiavi a San Pietro (Traditio clavis), olio su tela.
- Nell'arco esterno, frammenti di pitture murarie raffiguranti due angeli e lo stemma pontificio.

### Terza campata di destra
- Bottega siciliana XVII secolo, Dipinto dell'Adorazione della Trinità, olio su tela.
- Nella volta frammenti di pitture murarie.

### Quarta campata di destra
- Bottega siciliana sec. XVII, Dipinto dei SS. Vito, Modesto e Crescenza, olio su tela.
- Frammento di pittura muraria.

### Quinta campata di destra
- Bottega siciliana sec. XVIII, Statua della Madonna dell'Immacolata, legno scolpito e dorato.
- Ambito gaginesco sec. XVII, Tabernacolo a tempietto, marmo bianco scolpito, soggetto: Dio padre benedicente; San Pietro; San Paolo; Angeli adoranti Gesù Cristo. Iscrizione sacra (cartiglio della base): VENITE AD MEOMNES QUI / LABORATIS ER ONERATIS ESTIS / ET EGO REFITIAM VOS. Stemma (ai lati, nella base) identificazione: Galletti Lorenzo (Scudo diviso con gallo e albero a sinistra e reticolo a rombi a destra)
- Sulla destra: Trionfo del Santissimo Sacramento (tela).

### Altare dell'Immacolata
- Bottega siciliana XVIII secolo, Dipinto della Madonna Immacolata, olio su tela. Arme (in basso a sinistra). Identificazione: Biondi.
- Altare con colonne tortili e stemma della famiglia Biondi.
- Manifattura siciliana sec. XVIII, Paliotto avorio dorato con Monogramma della Madonna, taffetas di seta ricamato; ricamo in argento laminato, argento filato.
- Ai lati, pitture raffiguranti i santi Gioacchino e Anna.

### Altare del Crocifisso
- Crocifisso dei primi del Novecento.
- paraste decorate
- frammento di tabernacolo in marmo

### Cappella di San Cataldo
- Bottega siciliana sec. XVII, Dipinto di San Cataldo e scene di vita del santo, olio su tela. Iscrizione documentaria (in basso) ANTONIUS CARCHIOLUS PROCURATOR HUIUS MATRICIE ECCLESIAE
- Frammenti di pittura muraria raffigurante San Cataldo che guarisce un giovinetto.

### Sacello di San Cataldo
- Sulla destra, bottega messinese (1652), Reliquiario a statua di San Cataldo, argento in lamina, sbalzato, cesellato, inciso e legno. Iscrizione elogiativa (base): SAN CATALDO PROTETTORE DI GAGLIANO
- Al centro, bottega siciliana (1578), Statua di San Cataldo, legno scolpito, intagliato, dorato, dipinto. Iscrizione documentaria (scena dell'Annunciazione dipinta nello scudo del piviale)
- Bottega siciliana, Macchina processionale di San Cataldo, legno scolpito, intagliato, dorato, dipinto. Iscrizione documentaria (base): UNIVERSITAS / GALIANI FECIT / A. D. 1579
- Sulla sinistra, bottega siciliana XVIII secolo, Reliquiario a cassa di San Cataldo, legno scolpito, intagliato, dipinto.
- Nella parete di sinistra, Armadio in pietra (a sinistra) datato 1778.